# ASNOVA

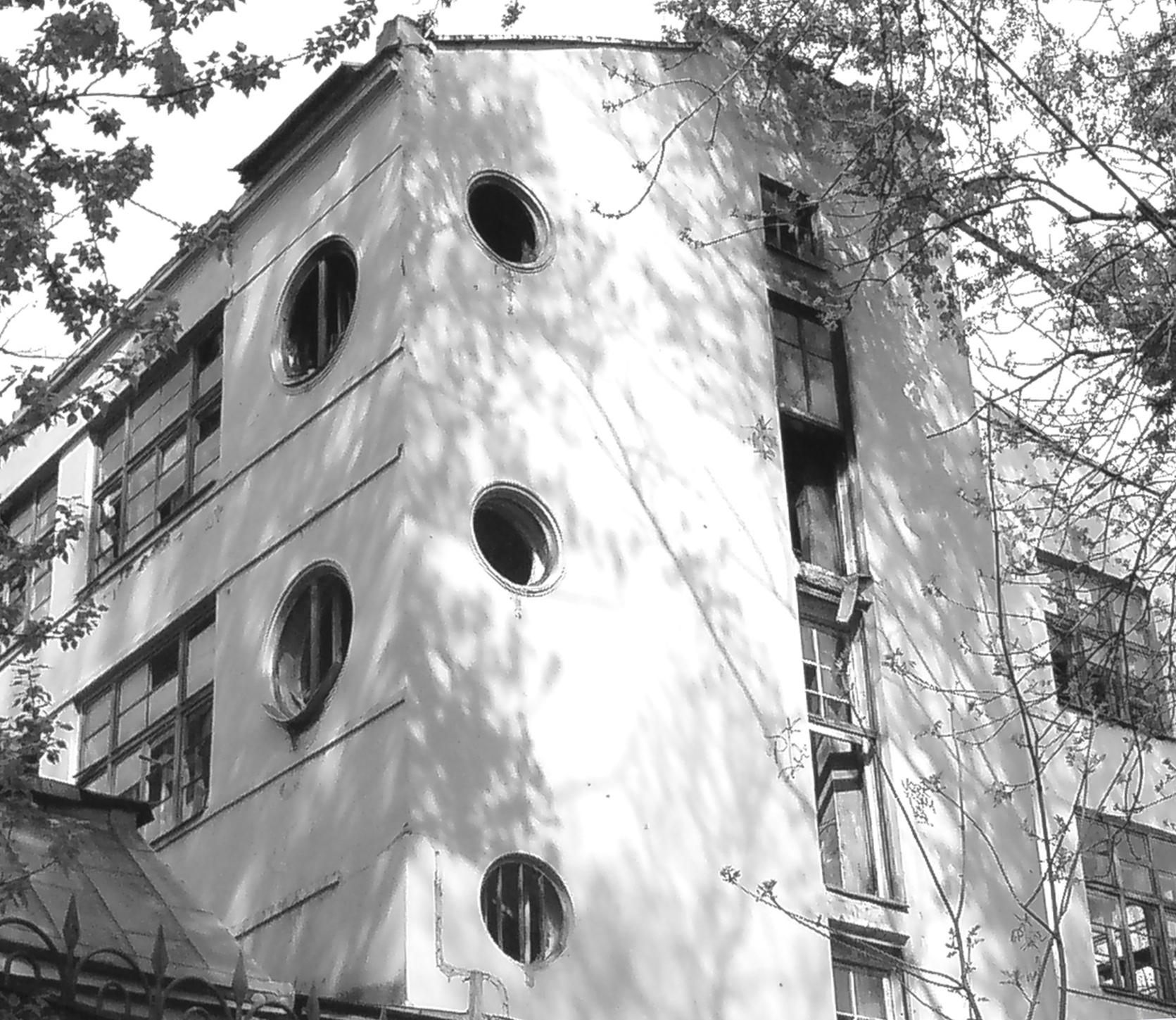
Budova Ogonjok v Moskvě (návrh El Lissitzkého)

ASNOVA (rusky: АСНОВА, zkratka pro Asociace nových architektů) byla avantgardní architektonická skupina v Sovětském svazu. Byla aktivní v 20. a 30. letech 20. století a často byla nazývána jako „racionalisté". Skupina usilovala o syntézu umění a architektury, architektura se stala rozšířením sochy. Budovy měly sloužit jako orientační body. Racionalisté také hledáním nového uměleckého výrazu sledovali problematiku nových typologických druhů budov. Asociaci založil architekt Nikolai Ladovsky v roce 1923, součástí byli také architekti Vladimir Krinsky a Viktor Balikhin.
Členové ASNOVA navrhli také první moskevské mrakodrapy, ačkoli žádný z nich během tohoto období nedosáhl fáze výstavby. Byli alternativou skupiny OSA (Sdružení současných architektů), jejíž styl byl konstruktivismus. Oproti nim zastávali názor, že architektura má aktivně formovat lidskou psychiku a ovlivňovat člověka svou prostorovu i výtvarnou formou.